# Tribunal del Comuner del Rollet de Gràcia de l'Horta d'Aldaia
El Tribunal del Comuner del Rollet de Gràcia d'Aldaia és un tribunal centenari encarregat de resoldre els conflictes que sorgeixen a l'entorn de l'ús comú de l'aigua de reg entre els llauradors de les séquies d'Aldaia. Té capacitat per a impartir justícia i gestionar els recursos i els ciutadans poden exercir l'acció popular i participar en l'administració de justícia. Representa un ric passat del dret valencià i la seua preocupació per impartir justícia entre els regants i des de 2021 s'incorpora a l'àmbit jurisdiccional junt altres tres tribunals consuetudinaris, el Tribunal de les Aigües i el Consell d'Homes Bons de l'Horta de Múrcia i també des de 2021 el Jutjat Privatiu d'Aigües d'Oriola.